# Aven Nelson
Aven Nelson (24 de marzo de 1859 - 31 de marzo de  1951) fue un botánico y micólogo estadounidense de origen noruego.
Fue un prolífico profesor de botánica en la Universidad de Wyoming, de la que llegó a ser rector. Cofundó el "Herbario de las Montañas Rocosas" de la Universidad de Wyoming con Burt C. Buffum. También fue un infatigable explorador botánico de Colorado.
Su primera mujer, Celia Alice Calhoun, falleció en 1929. Se casó en segundas nupcias a los 72, con su compañera e ilustradora Ruth Elizabeth Ashton (1896-1987) en 1931. 

## Algunas publicaciones
- Western Plant Studies. 1913, 1916, con James McBride. Botanical Gazette.
- Spring Flora of the Intermountain States 1912. Boston, MA: Ginn.
- New Manual of Botany of the Central Rocky Mountains. 1909.
- An Analytical Key to Some of the Common Flowering Plants. 1902. New York: D. Appleton & Co.
- The Cryptogams of Wyoming: A Preliminary Report Upon Those Species which Have Been Secured to Date in the Botanical Survey of the State. Ed. Wyoming Experiment Station, 38 pp. 1900.
- The Trees of Wyoming and How to Know Them. 1899. Laramie, WY: University of Wyoming Agriculture Dept.
- First Report on the Flora of Wyoming. 1896.

## Honores

### Eponimia
Género
- (Brassicaceae) Anelsonia J.F.Macbr. & Payson 1917[1]

Especies
- (Hydrophyllaceae) Phacelia anelsonii J.F.Macbr.[2]
- La abreviatura «A.Nelson» se emplea para indicar a Aven Nelson como autoridad en la descripción y clasificación científica de los vegetales.[3]

Tiene la prodigiosa cantidad de 2.962 registros IPNI de sus identificaciones y nombramientos de nuevas especies, que normalmente publicaba en: Bot. Gaz.; Bull. Torrey Bot. Club; Proc. Biol. Soc. Wash.; Wyoming Agric. Exp. Sta. Bull.; Amer. J. Bot.; Univ. Wyoming Publ. Sci., Bot.; New Man. Centr. Rocky Mt.; First Rep. Fl. Wyom.; Erythea; Baileya;